# FK Kairat Almaty
El FK Kairat Almaty (en kazakh Қайрат Алматы Футбол Клубы) és un club kazakh de futbol de la ciutat d'Almati.

## Història
El club va ser fundat el 1954. Durant l'època soviètica fou l'únic club de la regió que jugà a la lliga soviètica.
Evolució del nom:

### Kairat Almaty
- 1954 : Lokomotiv Almaty
- 1955 : Ourojaï Almaty o Urozhai Almaty
- 1956 : Kairat Almaty

L'any 2001 el CSKA Almaty s'uní al Kairat Almaty.
Durant els anys en què va pertànyer a l'URSS formà part de la Societats Esportives de Voluntaris de l'URSS.

## Palmarès
- Lliga kazakha de futbol:[4]
  - 1992, 2004, 2020, 2024

- Copa kazakha de futbol:[5]
  - 1992, 1996, 1999, 2001, 2003, 2014, 2015, 2017, 2018, 2021

- Supercopa kazakha de futbol:
  - 2016, 2017

- Segona divisió kazakha de futbol:
  - 2009

- Segona divisió de la Lliga soviètica de futbol:
  - 1976, 1983

- Copa Federació soviètica de futbol:
  - 1988

## Entrenadors destacats
- Kurban Berdyev
- Leonid Pakhomov
- Zlatko Krmpotić
- Vsévolod Bobrov
- Nikolai Stàrostin
- Timur Segizbayev
- Leonid Ostrouixko

## Secció de futbol sala
El club també disposa d'una brillant secció de futbol sala amb el nom de AFC Kairat, que ha guanyat durant 9 temporades seguides la lliga, i la temporada 2012-13 es proclamà campiona de la UEFA Futsal Cup.